# Alf Hansen
Alf John Hansen (Oslo, 13 de julio de 1948) es un deportista noruego que compitió en remo. Su hermano Frank compitió en el mismo deporte.
Participó en cuatro Juegos Olímpicos de Verano, entre los años 1972 y 1988, obteniendo dos medallas, oro en Montreal 1976 (doble scull) y plata en Seúl 1988 (cuatro scull).
Ganó nueve medallas en el Campeonato Mundial de Remo entre los años 1970 y 1987.
Fue el abanderado de Noruega en la ceremonia de apertura de los Juegos de Los Ángeles 1984. En 1990 recibió la Medalla Thomas Keller de la FISA.

## Palmarés internacional
| Juegos Olímpicos   | Juegos Olímpicos          | Juegos Olímpicos  | Juegos Olímpicos   |
| Año                | Lugar                     | Medalla           | Prueba             |
| ------------------ | ------------------------- | ----------------- | ------------------ |
| 1976               | Montreal (Canadá)         | Medalla de oro    | Doble scull        |
| 1988               | Seúl (Corea del Sur)      | Medalla de plata  | Cuatro scull       |
| Campeonato Mundial |                           |                   |                    |
| Año                | Lugar                     | Medalla           | Prueba             |
| 1970               | St. Catharines (Canadá)   | Medalla de bronce | Cuatro con timonel |
| 1974               | Lucerna (Suiza)           | Medalla de plata  | Doble scull        |
| 1975               | Nottingham (Reino Unido)  | Medalla de oro    | Doble scull        |
| 1978               | Cambridge (Nueva Zelanda) | Medalla de oro    | Doble scull        |
| 1979               | Bled (Yugoslavia)         | Medalla de oro    | Doble scull        |
| 1981               | Múnich (RFA)              | Medalla de bronce | Doble scull        |
| 1982               | Lucerna (Suiza)           | Medalla de oro    | Doble scull        |
| 1983               | Duisburgo (RFA)           | Medalla de plata  | Doble scull        |
| 1987               | Copenhague (Dinamarca)    | Medalla de plata  | Cuatro scull       |